# 曹善贵
曹善贵，男，中國大陸軍事、政治人物，中共黨員，武警少將警銜。
歷任武警河北省总队副司令员、武警四川省总队司令员